# Musée départemental d'Art contemporain de Rochechouart
Le musée d'Art contemporain la Haute-Vienne, château de Rochechouart est un musée d'art contemporain situé à Rochechouart, en Haute-Vienne. Il est établi, depuis sa création en 1985, au sein du château de la ville, et géré, depuis cette date, par le conseil départemental de la Haute-Vienne ; il est reconnu musée de France.

## Description
Avec des commandes passées à des artistes internationaux (Giuseppe Pennone, Richard Long…), le musée s'est singularisé par un dialogue permanent entre la création contemporaine et un patrimoine historique, celui du château de Rochechouart qui l'accueille. Au fil des années, le musée a constitué une collection remarquable qui compte aujourd'hui plus de 250 œuvres, complétée par le fonds d'œuvres et d'archives de Raoul Hausmann, chef de file du mouvement dada, réfugié et mort à Limoges.
À la fin des années 1990, un important chantier de rénovation confié à Jean-François Bodin et à l'Atelier Ardant a permis au musée de requalifier ses espaces muséographiques. Il bénéficie aujourd'hui de plus de 1 500 m2 d'espaces d'exposition, selon une typologie qui va du « white-cube » classique à des espaces historiquement marqués comme la tour ou la grande salle sous charpente du grenier.
Le musée départemental d'Art contemporain, abrité au sein du château, a reçu en 2021, une étoile au Guide Vert Michelin signe que ce lieu reste emblématique et qu'il est « intéressant » à visiter. 

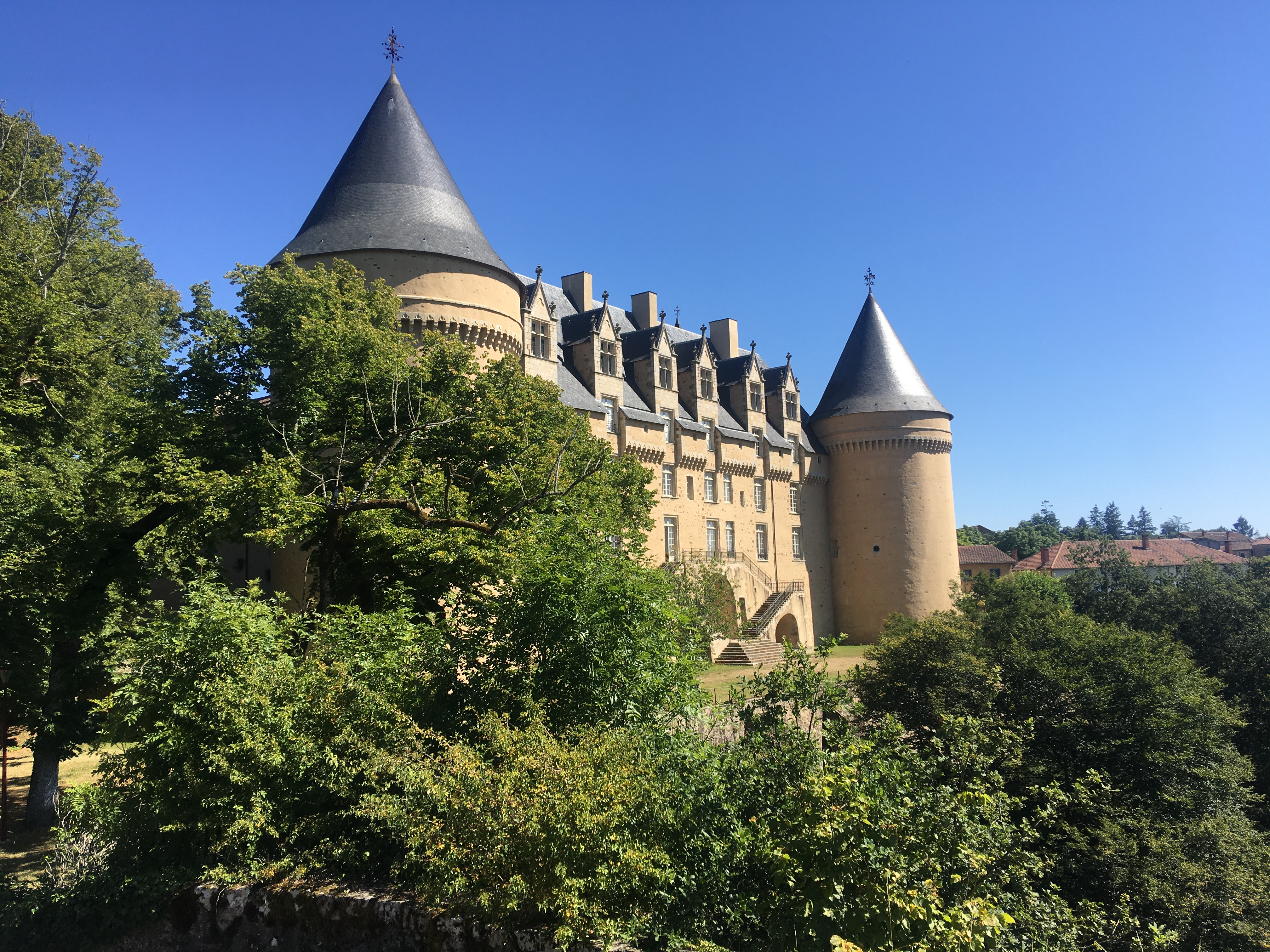
Château de Rochechouart

## Expositions annuelles
Chaque année, parallèlement à la présentation de sa collection, le musée propose des expositions thématiques ou monographiques dans lesquelles des artistes contemporains sont invités à concevoir des œuvres spécifiques.
Citons Le Grenier du Château d'Annette Messager et Christian Boltanski (1990), Tu de Thierry Kuntzel (1994), ou encore l'installation de quatre films de « lumière-solide » par Anthony McCall en 2007. Chaque exposition s'accompagne d'un travail spécifique vers le public, une initiative remarquée en milieu rural et pensée dès la conception du projet culturel de l'établissement.

### Directeurs du musée
- Guy Tosatto (1985-1991)
- Jean-Marc Prevost (1992-2001)
- Arielle Pélenc (2002-2006)[1]
- Olivier Michelon (2006-2012)[2]
- Annabelle Ténèze (2012-2016)[3]
- Sébastien Faucon (2017-2024)